# 경리단길

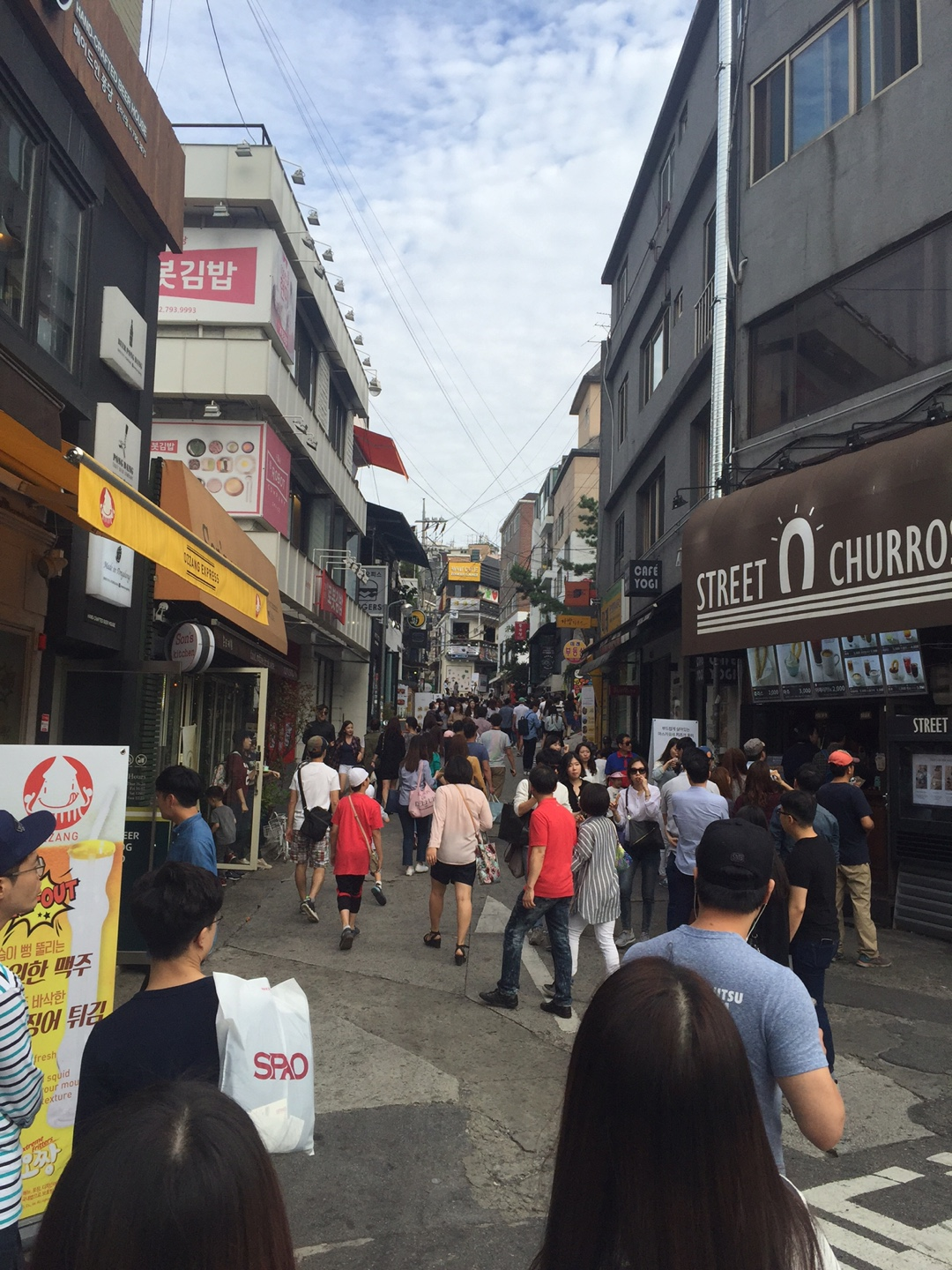
경리단길의 모습

경리단길(經理團길)은 서울특별시 용산구 이태원동 국군재정관리단부터 하얏트호텔 앞까지 이어져 있는 회나무로(회나무路)와 그 주변골목을 일컫는 명칭이다.
행정안전부에 등록된 도로명주소 상 주 도로의 정식 명칭인 회나무로보다는 관습적으로 경리단길이라 불리는 일이 더 많은데, 이는 1969년부터 육군중앙경리단(현 국군재정관리단)이 있었던 것에서 유래한 명칭이다.
인근에 위치한 미군 부대의 영향으로 일찌감치 외국인들의 주거단지로 자리 잡아, 이들의 취향에 맞는 식당과 술집들이 늘어서며 조금씩 인지도를 높여나갔다. 지금은 경리단길을 따라 펍, 술집, 커피집, 식당, 레스토랑 등이 줄지어 있다.

## 교통
- 서울 도시철도 6호선 녹사평역

## 미디어
- KBS 《배틀트립》 (111회, 2018.10.06)
- KBS 《다큐멘터리 3일》 (554회, 2018.11.18)

## 같이 보기
- 이태원 - 서울특별시 용산구 이태원동 일대를 어우르는 지명
- 회나무로 - 관련 도로